# Гранатов, Борис Александрович
Борис Александрович Гранатов  — советский и российский театральный режиссёр, художественный руководитель Вологодского областного театра юного зрителя, Народный артист России (2007), лауреат Государственной премии Вологодской области, председатель Вологодского отделения Союза театральных деятелей России. Женат на Ольге Резниченко, художнику по костюмам вологодского ТЮЗа.

## Биография
Родился 2 марта 1946 года в городе Киеве. Отец — Александр Гранатов, театральный артист, педагог. В 1965 году поступил в Киевский Государственный педагогический институт им. М.Горького на дефектологический факультет. В институте был капитаном команды КВН и режиссёром студенческого театра эстрадных миниатюр. В 1969 году окончил институт, получив профессию дефектолога. Работал педагогом-воспитателем в киевской школе-интернате для слабослышащих детей. В 1971 году поступил в Днепропетровское театральное училище на актёрский факультет. По окончании училища работал в Театре юного зрителя Ростова-на-Дону актёром, ассистентом режиссёра. В 1978—1979 годах, по рекомендации Юрия Ерёмина, учился на Высших театральных курсах при ГИТИСе им. А. В. Луначарского.
- 1979—1981 годы — режиссёр-постановщик Ростовского академического драматического театра им. М. Горького.
- 1981—1983 годы — режиссёр-постановщик в театрах городов Иваново, Львова.
- 1984—1985 годы — и. о. главного режиссёра Ставропольского драматического театра им. М. Лермонтова.
- 1985—1988 годы — главный режиссёр Вологодского театра юного зрителя.
- 1988—1990 годы — режиссёр-стажёр в Московском драматическом театре им. А. С. Пушкина.

С 1990 года Б. А. Гранатов художественный руководитель Вологодского театра для детей и молодёжи.

## Творчество
С 1979 года В. А. Гранатов поставил более 100 спектаклей в Ростове-на-Дону, Москве, Казани, Таганроге, Львове, Ставрополе, Самаре, Ярославле, Вологде. Среди них спектакли:
- «Старый дом» А. Н. Казанцева (1979 год)
- «Бабочки в троллейбусе» С. Л. Лунгина (1981)
- «Конёк-горбунок» А. П. Ершова (1983)
- «Вечер» А. А. Дударева (1983)
- «Комедия ошибок» Шекспира (1984)
- «Каменный властелин» Л. Украинки (1985)

С 1985 года Б. А. Гранатов работает в Вологодском ТЮЗе — сначала главным режиссёром, а потом, с октября 1990 года, после двухгодичной московской стажировки в Московском драматическом театре имени А. С. Пушкина — художественным руководителем.
В Вологодском ТЮЗе Б. А. Гранатов осуществил постановки более 80-ти спектаклей, среди них:
- «Ящерица» А. М. Володина (1985 год)
- «Училка XXI века» В. И. Ольшанского (1986)
- «Лес» А. Н. Островского (1988)
- «Комедия ошибок» Шекспира (1991)
- «Прошлым летом в Чулимске» А. В. Вампилова (1992)
- «Ревизор» Н. В. Гоголя (1993)
- «Полоумный Журден» М. А. Булгакова (1994)
- «Чайка» А. П. Чехова (1994)
- «Мой бедный Марат» А. А. Арбузова (1995)
- «Петр Первый» А. Н. Толстого (1997)
- «Кармен» П. Мериме (1998)
- «Поминальная молитва» Г. И. Горина (1999)
- «Чердак» («На дне») М. Горького (2000)

Многие спектакли режиссёра стали дипломантами всероссийских театральных фестивалей в Вологде, Великом Новгороде, Ярославле, Самаре, Пскове, Екатеринбурге, Санкт-Петербурге и Москве:
- В 1995 году на Всероссийском театральном фестивале «Голоса истории» в Вологде, театр получил главные призы по двум номинациям: за спектакль «Капитанская дочка» — дипломами были отмечены художники и исполнительница главной женской роли
- «Дюймовочка» — получил две главные премии фестиваля в Ярославле «за лучшую режиссуру и лучшую женскую роль», главную премию на Новгородском фестивале «Сказка»
- В 1996 году спектакль «Король Лир» — дипломант фестиваля «Реальный театр» в Екатеринбурге
- В ноябре 1996 года спектакль «Чайка» открывала международный театральный фестиваль «Полет Чайки» в Санкт Петербурге
- «Капитанская дочка» — призёр IV-го Всероссийского фестиваля «Голоса истории» 1995 году в Вологде и Пушкинского фестиваля во Пскове в 1998 году.
- В 1998 году Б. А. Гранатов осуществил постановку спектакля о жизни и творчестве А. П. Чехова Насмешливое мое счастье В.Малюгина на средства Гранта Президента России в области театрального искусства. В том же году спектакль Кармен был выдвинут по двум номинациям — «Лучший спектакль» и «Лучшая работа художников» на соискание Национальной театральной премии «Золотая маска». Премия была присуждена Степану Зограбяну (сценография) и Ольге Резниченко (костюмы).
- В 1999 году спектакль Б. А. Гранатова по пьесе Г. Г. Горина «Поминальная молитва» был удостоен главного приза фестиваля «Голоса истории». Режиссёр получил приз за постановку, а исполнитель роли Тевье — приз жюри за исполнение мужской роли.
- Спектакль «Кармен» участник Национального театрального Фестиваля «Золотая маска 99» и получил Золотую маску в номинации «лучшая работа художников».
- Мюзикл «Человек из Ла-Манчи» Д. Вассермана на музыку М. Ли в 2001 году на VI-м Российском фестивале «Голоса истории» получил главный приз фестиваля и премию губернатора Вологодской области.
- В 2002 году в Санкт-Петербурге «Девушка, которая вышла замуж за индюка» Г. Боэтиус получил диплом III-го Международного театрального фестиваля «Радуга».
- В 2003 году «Три сестры» А. П. Чехова был отмечен почетным дипломом V-го Всероссийского театрального фестиваля «На родине А. П. Чехова» в Таганроге.
- В 2005 году спектакль «Любовь к одному апельсину» на II Всероссийском фестивале театрального искусства для детей «Арлекин» в Санкт-Петербурге был награждён памятными медалями Национальной премии и пятью дипломами, а за постановку спектакля «День победы среди войны» И. Гаручавы и П. Хотяновского были удостоены главного приза VIII Международного театрального фестиваля «Голоса истории» режиссёр Б. А. Гранатов и художник С.А Зограбян.
- В 2006 году спектакль «Маленький принц» Сент-Экзюпери получил диплом Первого Всероссийского фестиваля театрального искусства для детей «Арлекин» в Санкт-Петербурге и диплом III-го Всероссийского фестиваля для подростков «На пороге юности» в Рязани, а в 2005 году получил приз зрительских симпатий на VI-м Всероссийском фестивале искусств для детей и молодежи «Золотая репка» в Самаре.
- В 2006 году творческий коллектив спектакля «В списках не значился» Б. Л. Васильева получил Государственную премию Вологодской области.

## Общественная деятельность
С 2001 года Председатель Вологодского отделения Союза театральных деятелей Российской Федерации.
С 2004 по 2010 год был членом Комиссии по вопросам помилования на территории Вологодской области.
С 2009 года входит в состав Общественной палаты Вологодской области. В рамках работы в Общественной палаты входит в состав комиссии по науке, образованию и культуре.
С 2009 года также входит в состав общественного совета «Вологда — культурная столица Русского Севера».
25 апреля 2012 года принял участие в церемонии награждения областной премии в сфере социальной политики и благотворительности «Звезда надежды», вручил приз в номинации «Сердце отдаю детям» Татьяне Слинкиной.

## Признание и награды
- Заслуженный деятель искусств Российской Федерации (9 апреля 1996 года) — за большие заслуги в области искусства[7]
- Медаль Академии российской словесности «Ревнителю просвещения в память 200-летия со дня рождения А. Пушкина» (2000)
- Нагрудный знак Министерства культуры РФ «За достижения в культуре» (2001)
- Медаль ордена «За заслуги перед Отечеством» II степени (22 февраля 2003 года) — за многолетнюю плодотворную деятельность в области культуры и искусства[8]
- Государственная премия Вологодской области (2005)
- Народный артист Российской Федерации (10 октября 2007 года) — за большие заслуги в области искусства[1]
- Премия Правительства Российской Федерации имени Фёдора Волкова за вклад в развитие театрального искусства Российской Федерации (15 июня 2017 года)[9].

## Дополнительные ссылки
- Интервью Б. А. Гранатова газете «Красный Север» (2001 год) (недоступная ссылка)
- Интервью Б. А. Гранатова (2002 год) (недоступная ссылка)
- Интервью Б. А. Гранатова газете «Карелия» (2005 год)
- Интервью с Б. А. Гранатовым (2009 год) (недоступная ссылка)